# Сикман, Гарри
Гарри Сикман (англ. Harry Cykman, собственно Цикман; 27 августа 1921, Сан-Франциско — 3 января 1994) — американский скрипач.

## Биография
Родился в еврейской семье, только что иммигрировавшей в США с территории Украины (отец музыканта Иосиф родился в Полонном, мать Ита — в Шепетовке; Иосиф Цикман держал аптеку в селе Кульчины Волынской губернии). С пятилетнего возраста учился у Зигмунда Радера (1894—1961), также иммигранта из бывшей Российской империи, выпускника Будапештской консерватории. 30 мая 1930 года выступил с первым сольным концертом; рецензент газеты San Francisco Examiner высоко оценил программу юного музыканта и отметил, что «эмоционально Гарри в семь лет более развит, чем Иегуди в девять» (как это нередко бывало, организаторы концерта убавили юному музыканту год возраста). Получив благодаря успеху дебютного выступления стипендию, Сикман продолжил обучение в Кёртисовском институте у Ефрема Цимбалиста, в 1931 году вновь дал сольный концерт в Сан-Франциско и дебютировал с оркестром (Портлендским симфоническим под управлением Виллема ван Хоогстратена), в 1932 году выступил с Сан-Францисским симфоническим оркестром под управлением Бэзила Камерона, затем ещё несколько раз выступал в Портленде. В 1937 году вместе с Рафаэлем Друяном и Филадельфийским оркестром под управлением Сола Кастона исполнил концерт для двух скрипок с оркестром Иоганна Себастьяна Баха, транслировавшийся по национальному радио. Некоторое время совмещал занятия с Цимбалистом и Радером, с 1938 года занимался частным образом у Ивана Галамяна.
В 1940 году стал одним из победителей Наумбурговского конкурса молодых исполнителей, благодаря чему 21 января 1941 года дебютировал с сольным концертом в Нью-Йорке (с известным аккомпаниатором Валентином Павловским); рецензент «Нью-Йорк Таймс» отмечал в игре Сикмана отличную технику при некотором недостатке индивидуальности. 23 марта 1949 года дал сольный концерт в Карнеги-холле, также вызвавший сдержанно-положительную оценку. В 1950 году ненадолго занял пост концертмейстера Новоорлеанского симфонического оркестра. В 1951 году принял участие в записи Октета Франца Шуберта в составе ансамбля Камерное общество Страдивари (англ. Stradivari Chamber Society).
В дальнейшем Сикман отказался от карьеры в области академической музыки. Принимал участие в записи саундтреков для множества кинофильмов и телепрограмм, в том числе для «Улицы Сезам», фильмов «Звёздный путь 4: Дорога домой» и «Гарри и Хендерсоны». Участвовал в качестве оркестранта и концертмейстера во многих театральных постановках, в том числе в оригинальной бродвейской версии рок-оперы «Иисус Христос — суперзвезда» (1971). Как поддерживающий музыкант сотрудничал с многими исполнителями джаза и рок-музыки, в том числе с Милтом Джексоном, Яном Аккерманом (альбом «Табернакль», 1973), Фредди Хаббардом, Джо Беком, Мейнардом Фергюсоном. Особенно преуспел в записи рекламных джинглов.